# Погост Крест
Погост Крест — село Ильинского района Ивановской области России, входит в состав Исаевского сельского поселения.

## География
Расположено в 18 км на юго-запад от райцентра посёлка Ильинское-Хованское.

## История
Здешняя пятиглавая каменная церковь с колокольней во Имя Воздвижения Креста Господня с приделом Св. Николая построена в 1776 году на средства прихожан. Раньше в селе было две деревянные церкви: одна построенная в начале XIV века, в год явления креста Господня и сгоревшая в 1506 году. Вторая построенная вместо сгоревшей и существовавшая до 1716 года.
В конце XIX — начале XX село входило в состав Щенниковской волости Ростовского уезда Ярославской губернии.
С 1929 года село входило в состав Антушковского сельсовета Ильинского района, с 1979 года — в составе Кулачевского сельсовета, с 2005 года — в составе Исаевского сельского поселения.

## Население
| 1859 | 2010 |
| ---- | ---- |
| 25   | ↘16  |

## Достопримечательности
В селе расположен действующий Монастырь Животворящего Креста Господня с Церковью Воздвижения Креста Господня (1776).